# Jan Hofkens
Jan Hofkens, né à Hoogstraten le 4 août 1969 est un homme politique belge flamand, membre de N-VA.
Il est licencié en droit et philosophie (KUL, 1992); gradué en fiscalité (EHSAL, Bruxelles); avocat.

## Fonctions politiques
- Conseiller communal à Wommelgem (2014-)
- Conseiller provincial de la province d'Anvers (2014-)
- député au Parlement flamand :
  - depuis le 25 juillet 2014 comme suppléant de Philippe Muyters, ministre flamand